# Северни Јујст
Северни Јујст (енгл. North Uist) је једно од Британских острва које припада Уједињеном Краљевству, односно Шкотској. Налази се у Атлантском океану и део је ужег архипелага Спољашњи Хебриди. Површина острва износи 303 km². Према попису из 2001. на острву је живело 1.271 становника.